# Kristineberg (Stockholms tunnelbana)
Kristineberg ist eine oberirdische Station der Stockholmer U-Bahn. Sie befindet sich im Stadtteil Kristineberg. Die Station wird von der Gröna linjen des Stockholmer U-Bahn-Systems bedient. Sie gehört zu den eher mäßig frequentierten Stationen des U-Bahn-Netzes. An einem normalen Werktag steigen 6.100 Pendler hier zu.
Die Station wurde am 26. Oktober 1952 in Betrieb genommen, als der U-Bahn-Abschnitt Hötorget–Vällingby eingeweiht wurde. Die Bahnsteige befinden sich oberirdisch, direkt neben der Schnellstraße Drottningholmsvägen. Die Station liegt zwischen den Stationen Thorildsplan und Alvik. Bis zum Stockholmer Hauptbahnhof sind es etwa drei Kilometer.

## Reisezeit
| Linie | bis Station     | Reisezeit | bis Station                    | Reisezeit            |
| T17   | Åkeshov         | 10 min    | T-Centralen Gamla stan Slussen | 12 min 13 min 15 min |
| T17   | Skarpnäck       | 31 min    | T-Centralen Gamla stan Slussen | 12 min 13 min 15 min |
| T18   | Alvik           | 3 min     | T-Centralen Gamla stan Slussen | 12 min 13 min 15 min |
| T18   | Farsta strand   | 36 min    | T-Centralen Gamla stan Slussen | 12 min 13 min 15 min |
| T19   | Hässelby strand | 22 min    | T-Centralen Gamla stan Slussen | 12 min 13 min 15 min |
| T19   | Hagsätra        | 35 min    | T-Centralen Gamla stan Slussen | 12 min 13 min 15 min |